# Џ
Cette page contient des caractères spéciaux ou non latins. S’ils s’affichent mal (▯, ?, etc.), consultez la page d’aide Unicode.
« Djé » redirige ici. Pour les autres significations, voir DJE (homonymie).
« Dgé » redirige ici. Pour les autres significations, voir DGE (homonymie).
Le djé ou dgé, Џ (minuscule : џ), est une lettre de l’alphabet cyrillique utilisé dans l’orthographe du abkhaze, du serbe, du macédonien et du monténégrin. La lettre provient de l’alphabet cyrillique roumain du XVe siècle et est utilisée en serbe depuis le XVIIe siècle.

## Utilisation
En serbe, macédonien et monténégrin, la lettre représente une consonne affriquée post-alvéolaire voisée [d͡ʒ].
En abkhaze, la lettre représente une consonne affriquée rétroflexe voisée [ɖʐ].
En turcologie, Vassili Radloff utilise le dzhé ‹ Џ, џ › dans l’alphabet mixte (mélangeant des lettres latines et cyrilliques) de son dictionnaire des dialectes de langues turques en quatre volumes publié de 1893 à 1911.

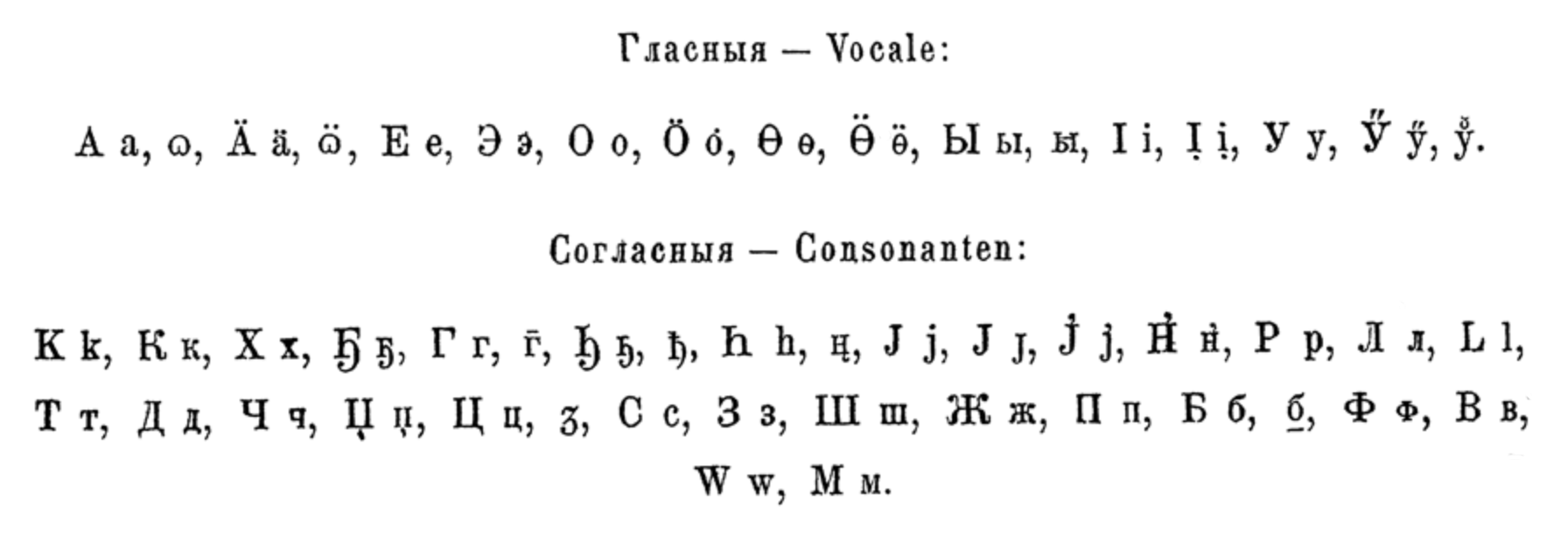
Alphabet dans Radloff 1893.

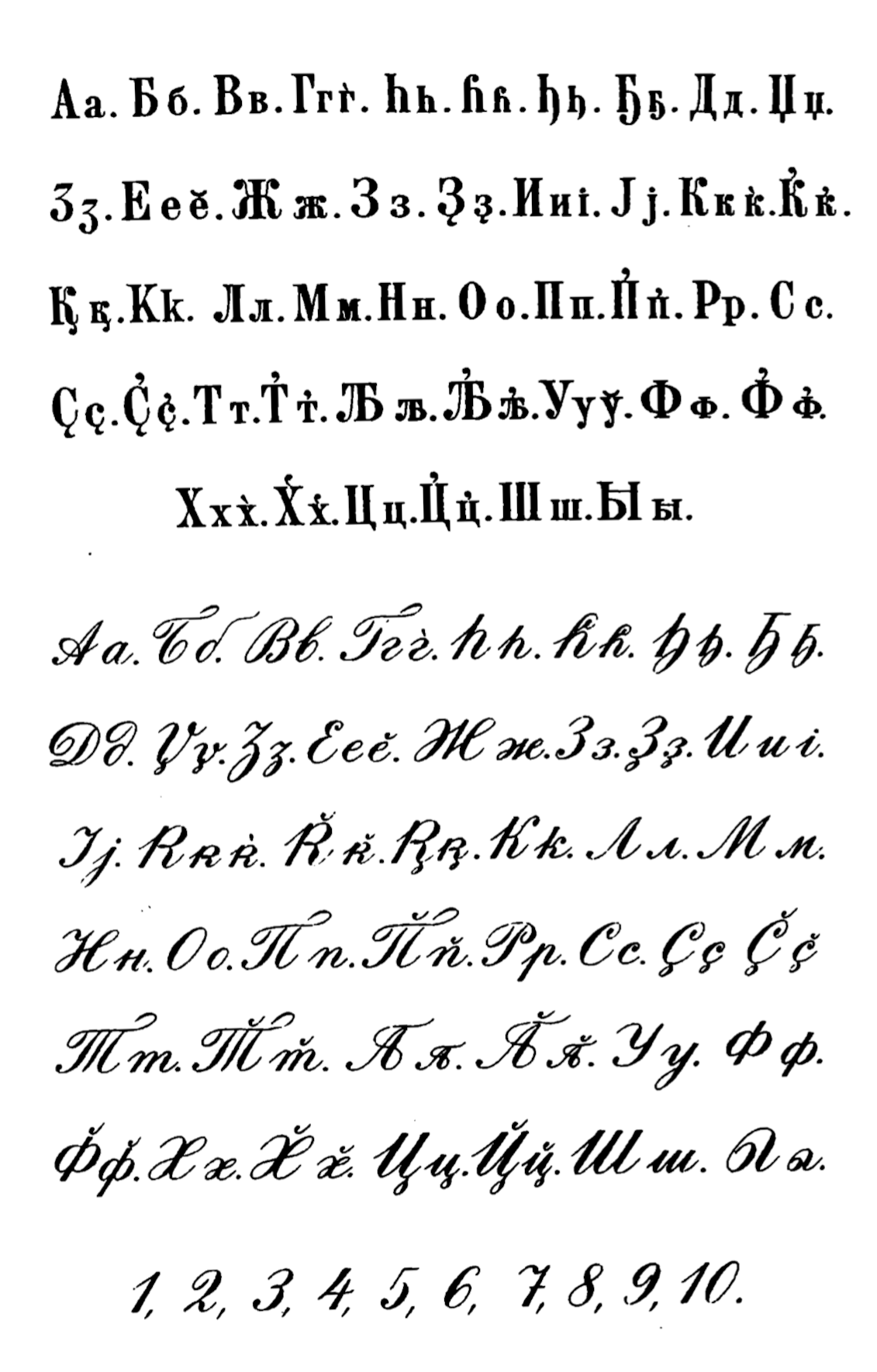
Alphabet kabarde de l’abécédaire de Tambiev 1906.

## Représentation informatique
Cette lettre possède les représentations Unicode suivantes :
- Capitale Џ : U+040F ;
- Minuscule џ : U+045F.

## Sources
- (ru + de) W. Radloff, Опыт словаря тюркских наречий = Versuch eines Wörterbuches der Türk-Dialecte, vol. 1-4, Saint-Petersbourg, Императорской Академии Наук,‎ 1893–1911 (présentation en ligne, lire en ligne)
- [Tambiev 1906] (ru) Паго Измаилович Тамбиев, Кабардинская азбука, Тифлис, Типография Канцелярии Наместника Его Императорского Величества на Кавказе,‎ 1906

Erreur : il n’existe pas de modèle {{Palette Lettre Џ}} (aide)